# Honglin, Anhui
Honglin  är en köping i östra Kina. Den ligger i stadsdistriktet Xuanzhou i staden Xuancheng i provinsen Anhui, omkring 190 kilometer sydost om provinshuvudstaden Hefei. Antalet invånare är 29 220. Befolkningen består av 14 376 kvinnor och 14 844 män. Barn under 15 år utgör 18,0 %, vuxna 15-64 år 68 %, och äldre över 65 år 13,0 %.